# Chordodidae
Famille
Les Chordodidae sont une famille de nématomorphes de l'ordre des Gordioidea.

## Liste des genres
Selon GBIF (23 avril 2024) :
- Beatogordius Heinze, 1934
- Chordodes Creplin, 1847
- † Cretachordodes Poinar & Buckley, 2006
- Dacochordodes Capuse, 1965
- Digordius Kirjanova, 1950
- Euchordodes Heinze, 1937
- Gordionus G.W.Müller, 1927
- Lanochordodes Kirjanova, 1950
- Neochordodes Carvalho, 1942
- Noteochordodes Miralles & Villalobos, 2000
- † Paleochordodes Poinar, 1999
- Pantachordodes Heinze, 1954
- Parachordodes Camerano, 1897
- Paragordionus Heinze, 1935
- Paragordius Camerano, 1897
- Progordius Kirjanova, 1950
- Pseudochordodes Carvalho, 1942
- Pseudogordius Yeh & Jordan, 1957
- Semigordionus Heinze, 1952
- Spinochordodes Kirjanova, 1950

## Classification
Le nom valide de ce taxon est Chordodidae May (d), 1919.
Chordodidae a pour synonymes :
- Chordodiolinidae
- Parachordodidae